# Пазылбекулы, Азимбек
Азимбек Пазылбекулы (ранее Налибаев Азимбек Пазылбекулы, каз. Әзімбек Пазылбекұлы; 10 декабря 1991, Жанакорганский район, Кызылординская область, Казахская ССР) — казахстанский государственный деятель.

## Биография
Пазылбекулы Азимбек родился в 1991 году в Жанакорганском районе Кызылординской области. По национальности казах. Происходит из рода Жаманбай племени Конырат. Является племянником Сапарбаева Бердибека. 

### Образование
В 2013 году окончил Казахский национальный университет имени аль-Фараби по специальности государственное и местное управление.
В 2015 году окончил Кызылординский государственный университет имени Коркыт Ата по специальности экономика.
В 2018 году окончил Казахский государственный юридический университет имени Нарикбаева по специальности правоведение.
В 2022 году окончил Кызылординский университет «Болашак» по специальности строительство.

### Трудовая деятельность
Трудовой путь начал в 2013 году, исполняя обязанности ведущего специалиста отдела внутренней политики Кызылорды, где позже работал ведущим и главным специалистом. 
В 2015 году стал главным инспектором организационно-инспекторского отдела аппарата акима города Кызылорды. Также работал экспертом и главным экспертом в Комитете по строительству, жилищно-коммунальному хозяйству и управлению земельными ресурсами Министерства национальной экономики. 
С 2017 года работал главным экспертом и руководителем управления в Комитете по строительству и жилищно-коммунальному хозяйству Министерства по инвестициям и развитию.
С 2022 года занимал должность заместитель председателя Комитета строительства и жилищно-коммунального хозяйства Министерства индустрии и инфраструктурного развития, и Министерства промышленности и строительства. 
1 октября 2024 года назначен акимом города Туркестан.